# Калифорнийский бурый медведь
Калифорнийский бурый медведь или калифорнийский гризли (лат. Ursus arctos californicus) — вымерший в историческое время (к 1922 году) подвид бурого медведя, изображённый на флаге Калифорнии. Является символом штата Калифорния (символ штата Монтана — обычный гризли). Иногда его называли также калифорнийским золотым (золотистым) медведем.
Играл существенную роль в экосистеме региона ещё до его заселения человеком, а затем — в период проживания там индейцев. С приходом европейских колонистов был постепенно истреблён, в основном, из-за массовой охоты на него.